# Vanilla pompona
Vanilla pompona är en orkidéart som beskrevs av Christian Julius Wilhelm Schiede. Vanilla pompona ingår i släktet Vanilla och familjen orkidéer.

## Underarter
Arten delas in i följande underarter:
- V. p. grandiflora
- V. p. pittieri
- V. p. pompona

## Bildgalleri

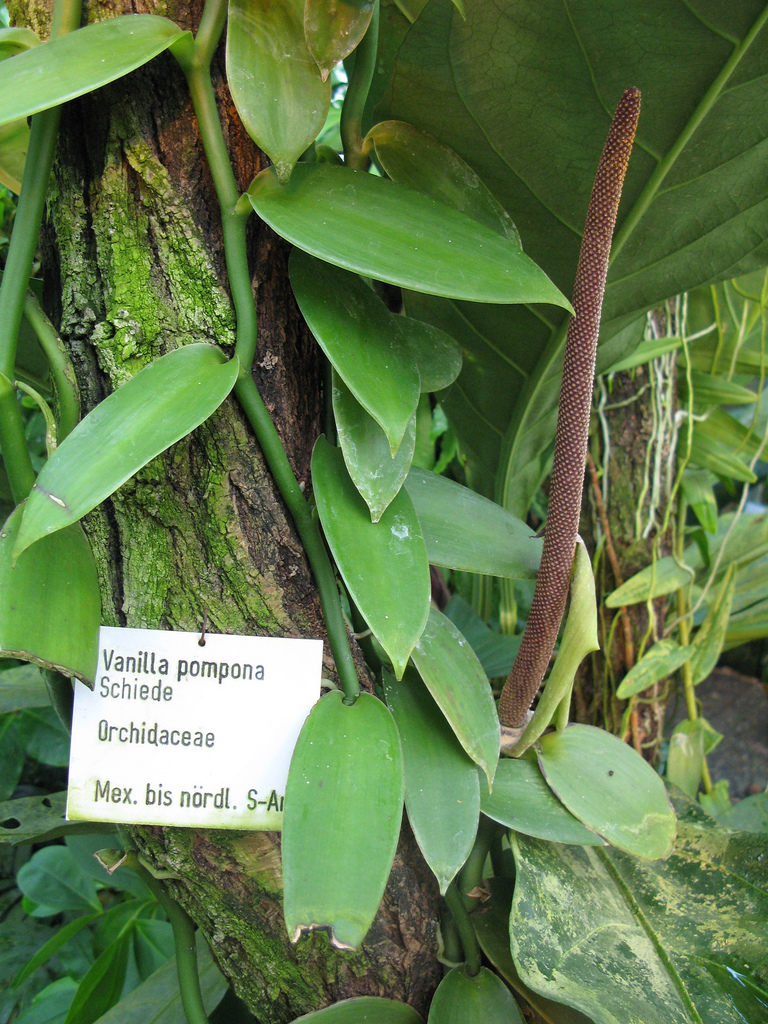
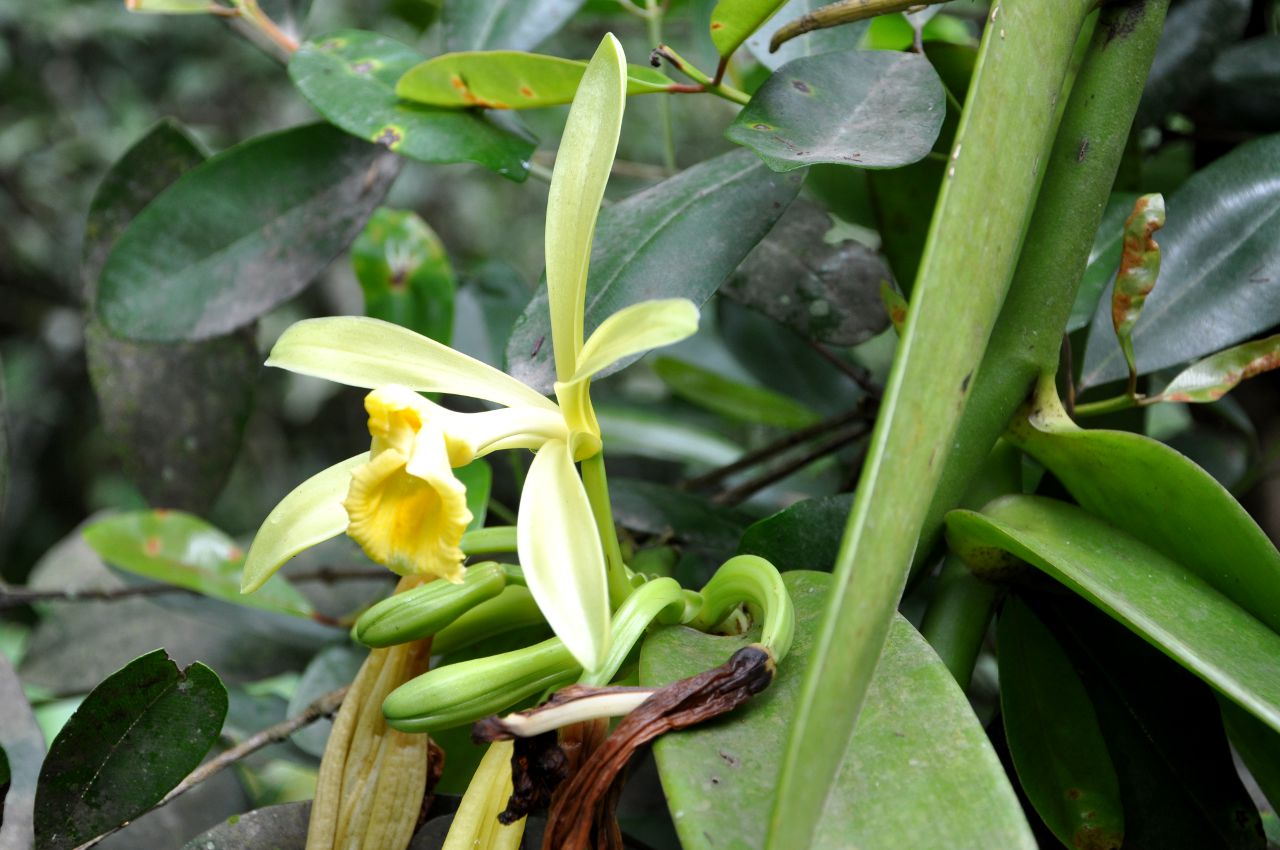
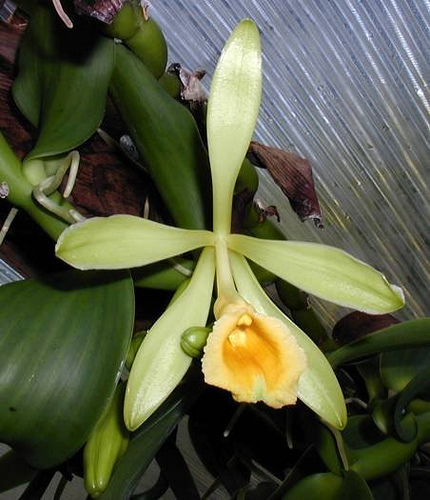
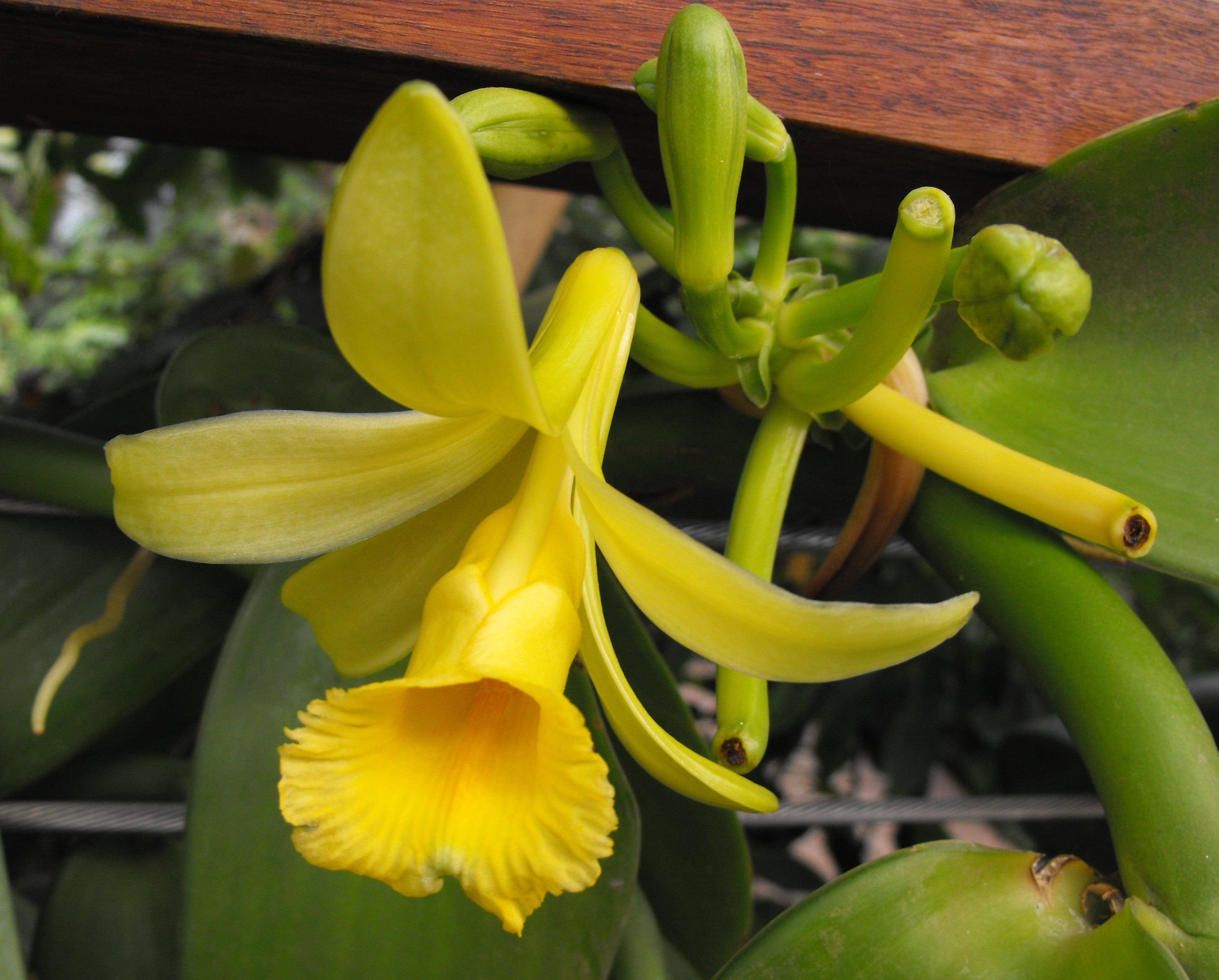
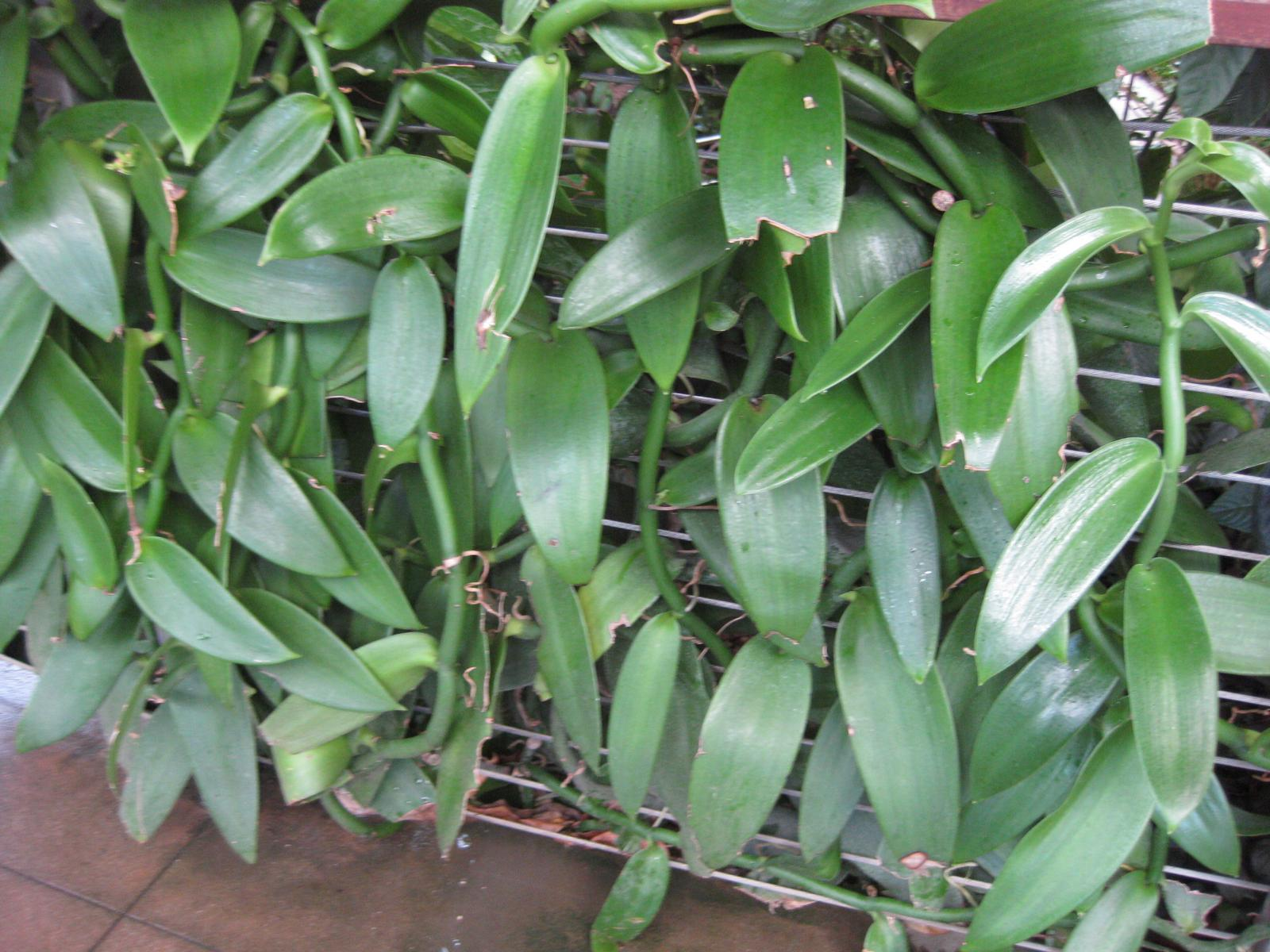
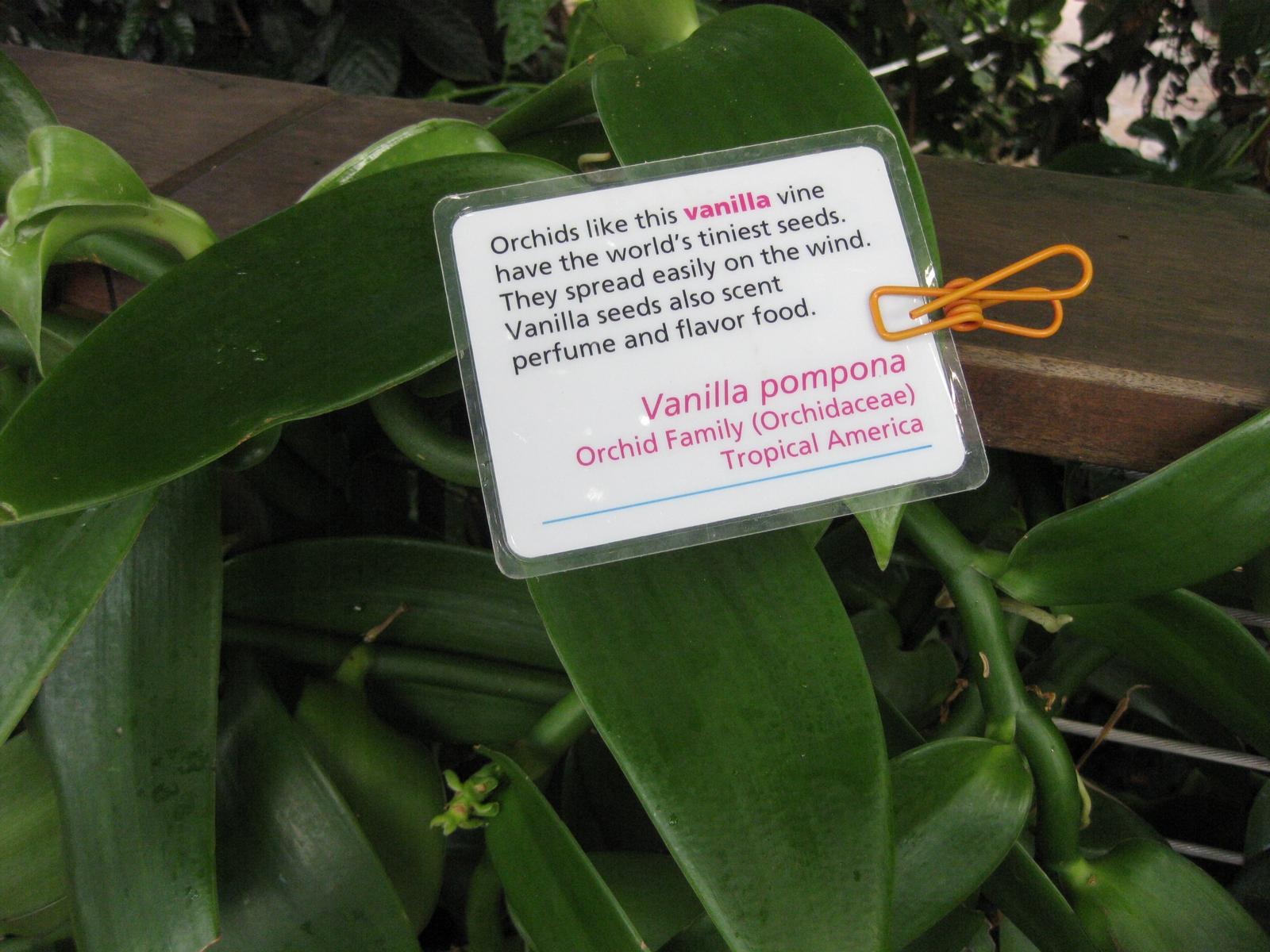